# D.J. Smith
Denis Joseph "D.J." Smith, född 13 maj 1977, är en kanadensisk ishockeytränare och före detta professionell ishockeyback som var tränare senast för Ottawa Senators i National Hockey League (NHL).
Han som ishockeyspelare tillbringade tre säsonger i NHL, där han spelade för ishockeyorganisationerna Toronto Maple Leafs och Colorado Avalanche. Han producerade två poäng (ett mål och en assist) samt drog på sig 67 utvisningsminuter på 45 grundspelsmatcher. Smith spelade också för St. John's Maple Leafs och Hershey Bears i American Hockey League (AHL) och Windsor Spitfires i Ontario Hockey League (OHL).
Han draftades av New York Islanders i andra rundan i 1995 års draft som 41:a spelaren totalt.
Efter spelarkarriären har Smith varit bland annat tränare för Oshawa Generals i OHL och sedan 2019 tränare för Ottawa Senators i NHL. 2013 var han assisterande tränare för Kanadas herrjuniorlandslag när de deltog i Ivan Hlinkas minnesturnering och vann guld.

## Statistik

### Spelare
| 1992–1993  | Belle River Canadiens  | GLJCHL     | 40  | 5  | 18  | 23  | 39   | —  | — | —  | —  | —  |
|            | Windsor Bulldogs       | WOHL       | 1   | 0  | 0   | 0   | 0    | —  | — | —  | —  | —  |
| 1993–1994  | Windsor Bulldogs       | WOHL       | 51  | 8  | 34  | 42  | 267  | —  | — | —  | —  | —  |
| 1994–1995  | Windsor Spitfires      | OHL        | 61  | 4  | 13  | 17  | 201  | 10 | 1 | 3  | 4  | 41 |
| 1995–1996  | Windsor Spitfires      | OHL        | 64  | 14 | 45  | 59  | 260  | 7  | 1 | 7  | 8  | 23 |
|            | St. John's Maple Leafs | AHL        | 1   | 0  | 0   | 0   | 0    | —  | — | —  | —  | —  |
| 1996–1997  | Toronto Maple Leafs    | NHL        | 8   | 0  | 1   | 1   | 7    | —  | — | —  | —  | —  |
|            | Windsor Spitfires      | OHL        | 63  | 15 | 52  | 67  | 190  | 5  | 1 | 7  | 8  | 11 |
|            | St. John's Maple Leafs | AHL        | —   | —  | —   | —   | —    | 1  | 0 | 0  | 0  | 0  |
| 1997–1998  | St. John's Maple Leafs | AHL        | 65  | 4  | 11  | 15  | 237  | 4  | 0 | 0  | 0  | 4  |
| 1998–1999  | St. John's Maple Leafs | AHL        | 79  | 7  | 28  | 35  | 216  | 5  | 0 | 1  | 1  | 0  |
| 1999–2000  | Toronto Maple Leafs    | NHL        | 3   | 0  | 0   | 0   | 5    | —  | — | —  | —  | —  |
|            | St. John's Maple Leafs | AHL        | 74  | 6  | 22  | 28  | 197  | —  | — | —  | —  | —  |
| 2000–2001  | St. John's Maple Leafs | AHL        | 59  | 7  | 12  | 19  | 106  | 4  | 0 | 0  | 0  | 11 |
| 2001–2002  | St. John's Maple Leafs | AHL        | 59  | 6  | 10  | 16  | 152  | —  | — | —  | —  | —  |
|            | Hershey Bears          | AHL        | 14  | 0  | 3   | 3   | 33   | 8  | 1 | 0  | 1  | 33 |
| 2002–2003  | Colorado Avalanche     | NHL        | 34  | 1  | 0   | 1   | 55   | —  | — | —  | —  | —  |
|            | Hershey Bears          | AHL        | 2   | 0  | 0   | 0   | 4    | —  | — | —  | —  | —  |
| 2003–2004  | Hershey Bears          | AHL        | 35  | 7  | 7   | 14  | 71   | —  | — | —  | —  | —  |
| NHL totalt | NHL totalt             | NHL totalt | 45  | 1  | 1   | 2   | 67   | —  | — | —  | —  | —  |
| AHL totalt | AHL totalt             | AHL totalt | 388 | 37 | 93  | 130 | 1016 | 22 | 1 | 1  | 2  | 48 |
| OHL totalt | OHL totalt             | OHL totalt | 188 | 33 | 110 | 143 | 651  | 22 | 3 | 17 | 20 | 75 |

### Tränare
| Lag             | Säsong    | Grundserie | Grundserie | Grundserie | Grundserie        | Grundserie | Grundserie     | Slutspel     |  |
| Lag             | Säsong    | Matcher    | Vinster    | Förluster  | Övertidsförluster | Poäng      | Placering      | Resultat     |  |
| --------------- | --------- | ---------- | ---------- | ---------- | ----------------- | ---------- | -------------- | ------------ |  |
| Ottawa Senators | 2019–2020 | 15         | 5          | 9          | 1                 | 11         | 7:e i Atlantic | Säsong pågår |  |
| Totalt          | Totalt    | 15         | 5          | 9          | 1                 | 11         |                |              |  |